# Thunderbirds (jeu vidéo, 1989)
Pour les articles homonymes, voir Thunderbird.
Thunderbirds est un jeu vidéo d'action-aventure développé par Teque Software et édité par Grandslam en 1989. Le jeu est basé sur la série télévisée britannique Les Sentinelles de l'air.

## Équipe de développement
- Graphisme : Jason Wilson (Amiga, ST)
- Musique : Allister Brimble (Amiga), Ben Dalglish (ST)
- Programmation : Gerry Anderson (C64)